# Éric Minard
Éric Minard est un ancien joueur de basket-ball Français évoluant au poste d'ailier et mesurant 1,92 m.

## Clubs
- 1975-1978 :  Chalon-sur-Saône (Nationale 3 et Nationale 2)
- 1978-1979 :  Dadolle Dijon[2] (Nationale 3) et  AS Menora Strasbourg
- 1979-1980 :  Chalon-sur-Saône (Nationale 2)
- 1980-1981 :  Limoges (Nationale 1)
- 1981-???? : ?

## Palmarès
- Champion de France de Nationale 3 en 1978.

## Sources
- Plaquette de l'élan chalon : saison 1991-1992.
- Journal spécial Elan-Chalon : 20 ans de Championnat de France (1994-1995).